# Pholiota chrysmoides
Pholiota chrysmoides är en svampart som beskrevs av Soop 2001. Pholiota chrysmoides ingår i släktet tofsskivlingar och familjen Strophariaceae.   Inga underarter finns listade i Catalogue of Life.